# École d'art de Belgrade
L'école d'art (en serbe cyrillique : Зграда Уметничке школе ; en serbe latin : Zgrada Umetničke škole) est un édifice situé à Belgrade, la capitale de la Serbie, dans la municipalité urbaine de Stari grad. En raison de son importance architecturale et historique, cet édifice, construit vers 1836, figure sur la liste des monuments culturels protégés de la république de Serbie et sur la liste des biens culturels de la ville de Belgrade.

## Présentation

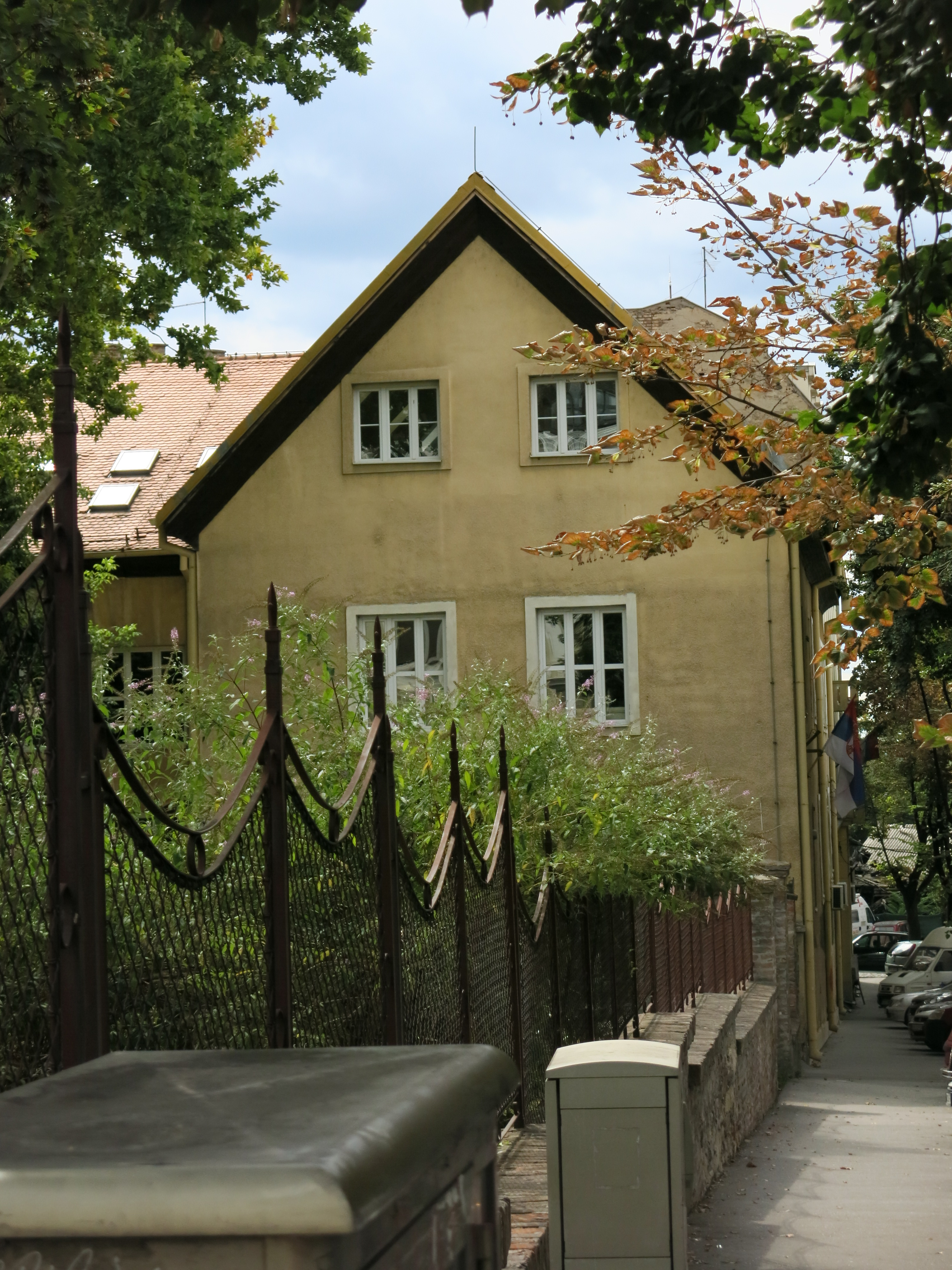
Autre vue de l'école

L'école d'art de Belgrade, située 4 rue Kralja Petra, a été construite vers 1836 pour servir d'annexe dans le cadre du complexe de la résidence de la princesse Ljubica, dans l'ancien quartier de Varoš Kapija, qui était le centre de la vie politique et sociale de la principauté de Serbie. La maison a changé plusieurs fois d'affectation. Le prince Michel III Obrenović y vécut jusqu'en 1842 ; elle abrita ensuite les ministères de l'Intérieur, de la Justice et de l'Éducation ; elle accueillit le premier lycée de Belgrade puis l'école des Arts et Métiers au sein de l'Académie des beaux-arts. Elle abrite aujourd'hui la faculté des arts appliqués de l'université des arts de Belgrade.
La maison possède une structure en bois caractéristique de l'architecture de la première moitié du XIXe siècle à Belgrade.